# 王晋卿 (外交官)
王晋卿（？—），中华人民共和国外交官，曾任中华人民共和国驻塔马塔夫领事。

## 生平
1998年11月，出任中华人民共和国驻塔马塔夫领事。2004年2月，任驻科摩罗大使馆政务参赞。